# Atherigona acutipennis
Atherigona acutipennis este o specie de muște din genul Atherigona, familia Muscidae. A fost descrisă pentru prima dată de Villeneuve în anul 1922. Conform Catalogue of Life specia Atherigona acutipennis nu are subspecii cunoscute.